# James "Radio" Kennedy
James "Radio" Kennedy (Anderson, Carolina do Sul, 14 de outubro de 1946 - Anderson, Carolina do Sul, 15 de dezembro de 2019) foi um homem norte-americano afro-descendente com deficiência intelectual que tornou-se notório após sua história servir de inspiração para o filme Meu Nome é Radio, de 2003, que por sua vez foi inspirado no artigo "Someone to Lean On", de Gary Smith, publicado em 16 de dezembro de 1996 na revista Sports Illustrated.
Seu apelido, Radio, foi dado a ele por pessoas da cidade porque Kennedy cresceu fascinado por rádios e por causa do radio transistor que ele carregava consigo em todos os lugares que ia. Nos anos 1970, ele se tornou um símbolo de luta no T. L. Hanna High School, ao entrar para o time de futebol americano da escola. Sempre antes dos jogos, ele falava com os jogadores: "Vamos pegar o quarterback?", e também "Vamos ganhar hoje à noite!".

## Morte
Kennedy morreu em 15 de dezembro de 2019, aos 73 anos. Ele tinha sérios problemas de pancreatite, bem como diabetes e problemas renais.

## Homenagens
- Em 2006, uma estátua de Kennedy foi erguida no estádio de futebol americano da T.L. Hanna High School.[4]
- Em 2016, Kennedy foi introduzido no T.L. Hanna Athletic Hall of Fame.[5][6][7]